# 맥베스 시바야
은투투코 맥베스마오 시바야(Ntuthuko MacBeth-Mao Sibaya, 남아프리카 공화국, 더반, 1977년 11월 25일 ~)는 남아프리카 공화국의 전 축구 선수로, 포지션은 미드필더이다.
시바야는 남아프리카 공화국의 애스턴 빌라 더반 (Aston Villa Durban), 음푸말랑가 영스터스 (Mpumalanga Youngsters), 헝가리의 III. 케륄레티 (III. Kerületi)에서 유스 생활을 보낸 후, 1999년 남아프리카 공화국의 조모 코스모스에서 프로 선수 생활을 시작하였다. 2002년부터 2003년까지 잠시 노르웨이의 로센보르그 BK에서 뛰었으며, 2003년 러시아 프리미어리그의 FC 루빈 카잔으로 이적하였다.
시바야가 이적할 당시까지만 해도 약팀이었던 루빈 카잔은, 투르크메니스탄 출신의 감독 쿠르반 베르디예프의 지휘 하에 2008 시즌 러시아 프리미어리그 우승을 이룩하고, 2009 시즌 UEFA 챔피언스리그 2009-10 본선에 진출하였다. 특히 UEFA 챔피언스리그 2009-10 조별 리그에서는 FC 바르셀로나를 격파하는 성과를 거두기도 하였다. 시바야는 2003년부터 2010년까지 루빈 카잔에서 131경기에 출전해 3골을 기록하며 루빈 카잔의 선전에 크게 기여한 선수로 남았다.
2010년 남아공 월드컵에서 남아공과 프랑스와의 경기에서 공중경합 도중
프랑스의 요앙 구르퀴프에게 팔꿈치로 얼굴을 가격당했다. 그는 그라운드에서 정신을 잃었고 결국 요앙 구르퀴프는 그경기에서 퇴장을
당했다. 그장면도 안타까운 한장면이였다.
2011년, 남아프리카 공화국의 모로카 스왈로스 FC로 이적하였다.
남아프리카 공화국 축구 국가대표팀에는 2001년 데뷔해 현재 (2011년 기준)까지 뛰고 있으며, 2002년 FIFA 월드컵, 2010년 FIFA 월드컵, 2002년 아프리카 네이션스컵, 2004년 아프리카 네이션스컵, 2009년 FIFA 컨페더레이션스컵 등 다수의 국제 대회에서 남아프리카 공화국 대표로 활약하였다.